# Lijst van voetbalinterlands Azerbeidzjan - Wit-Rusland (vrouwen)
Deze lijst van voetbalinterlands is een overzicht van alle officiële voetbalinterlands tussen de nationale vrouwenteams van Azerbeidzjan en Wit-Rusland. De landen hebben tot nu toe twee keer tegen elkaar gespeeld.

## Wedstrijden
| № | Plaats   | Datum        | Competitie        | Wedstrijd                  | Uitslag |
| - | -------- | ------------ | ----------------- | -------------------------- | ------- |
| 1 | Zjodzina | 28 juni 2025 | Vriendschappelijk | Wit-Rusland − Azerbeidzjan | 3 − 0   |
| 2 | Minsk    | 1 juli 2025  | Vriendschappelijk | Wit-Rusland − Azerbeidzjan | 2 − 0   |

## Samenvatting
| Competitie        | Totaal gespeeld | Winst Azerbeidzjan | Gelijk | Winst Wit-Rusland | Doelsaldo Azerbeidzjan – Wit-Rusland |
| ----------------- | --------------- | ------------------ | ------ | ----------------- | ------------------------------------ |
| Vriendschappelijk | 2               | 0                  | 0      | 2                 | 0 − 5                                |
| Totaal            | 2               | 0                  | 0      | 2                 | 0 − 5                                |